# ネープリゲト
座標: 北緯47度28分41秒 東経19度6分25秒 / 北緯47.47806度 東経19.10694度
ネープリゲト（洪:Népliget、人民公園の意）とは、ハンガリーブダペストにある公園である。

## 概要
ブダペストのバスターミナルの前に存在する開けた公園の事を示すものの、地元民はネープリゲトと言う単語をその目の前にあるバスターミナルにも用いている。
また、プラネタリウムがある事でも著名である他、かつてはバイクが見られ、1936年から1972年にかけてはカーレースも開催されていた。

## 交通
交通的にはバスターミナルがあるだけでなく、ブダペスト地下鉄3号線のネープリゲト駅が存在する他、トラムの#1-#1A系統が公園の北西端を走っており、三つの停留所を公園横に有している。